# أديتيا براكاش
أديتيا براكاش (بالإنجليزية: Aditya Prakash) هو لاعب كرة الريشة هندي، ولد في 7 سبتمبر 1990.

## وصلات خارجية
- أديتيا براكاش على موقع BWF.tournamentsoftware.com (الإنجليزية)
- أديتيا براكاش على موقع BWFbadminton.com (الإنجليزية)